# Драгомирешти
Драгомирешти (рум. Dragomirești, венг. Dragomérfalva) — город в Румынии в составе жудеца Марамуреш, на южном берегу реки Иза.

## История
Изначально здесь была румынская деревня, упоминаемая ещё в документах XIV века. Уже с XVII века в этих местах добывали нефть. С конца XVIII века здесь проживало много евреев-хасидов. В 1944 году местное еврейское население было вывезено в концентрационный лагерь Освенцим.
В 2004 году населённый пункт получил статус города.